# Blechum grandiflorum
Blechum grandiflorum är en akantusväxtart som beskrevs av Oerst.. Blechum grandiflorum ingår i släktet Blechum och familjen akantusväxter. Inga underarter finns listade i Catalogue of Life.